# Камерун на Светском првенству у атлетици на отвореном 2011.
Камерун је учествовао на 13. Светском првенству у атлетици на отвореном 2011. одржаном у Тегу од 27. августа-4. септембра тринаести пут, односно учествовао је на свим првенствима одржаним до данас. Репрезентацију Камеруна представљала су 2 такмичара (1 мушкарац и 1 женa) који су се такмичили у две дисциплине (1 мушка и 1 женска). , 
На овом првенству Камерун није освојио ниједну медаљу. Није било нових националних, личних и рекорда сезоне.

## Учесници
| Мушкарци: - Хуго Мамба Шлик — Троскок | Жене: - Делфин Атангана — 100 м |  |

## Резултати

### Мушкарци
| Атлетичар       | Дисциплина | Лични рекорд    | Група    | Група      | Полуфинале           | Полуфинале           | Финале               | Финале       | Детаљи |
| Атлетичар       | Дисциплина | Лични рекорд    | Резултат | Место      | Резултат             | Место                | Резултат             | Место        | Детаљи |
| --------------- | ---------- | --------------- | -------- | ---------- | -------------------- | -------------------- | -------------------- | ------------ | ------ |
| Хуго Мамба Шлик | троскок    | 17,14 (+0,8) НР | 16,15    | 7. у гр. 1 | Није се квалификовао | Није се квалификовао | Није се квалификовао | 21 / 26 (31) |        |

### Жене
| Атлетичарка     | Дисциплина | Лични рекорд | Квалификације | Квалификације | Група    | Група    | Полуфинале            | Полуфинале            | Финале                | Финале       | Детаљи |
| Атлетичарка     | Дисциплина | Лични рекорд | Резултат      | Место         | Резултат | Место    | Резултат              | Место                 | Резултат              | Место        | Детаљи |
| --------------- | ---------- | ------------ | ------------- | ------------- | -------- | -------- | --------------------- | --------------------- | --------------------- | ------------ | ------ |
| Делфин Атангана | 100 м      |              | 11,57         | 1 у гр 2 КВ   | 11,55    | 6 у гр 4 | Није се квалификовала | Није се квалификовала | Није се квалификовала | 34 / 71 (73) |        |